# Schmilau
Schmilau là một đô thị thuộc huyện Lauenburg, trong bang Schleswig-Holstein, nước Đức. Đô thị Schmilau có diện tích 11,55 km², dân số thời điểm 31 tháng 12 năm 2006 là 611 người.